# Mizibaziba
Mizibaziba ist ein Verwaltungsbezirk (englisch Ward) des Distrikts Nzega (DC) in der tansanischen Region Tabora.

## Geografie
Mizibaziba ist ein ländlicher Bezirk im westlichen Teil des zentralen Hochlands von Tansania, etwa 35 Kilometer Luftlinie südlich der Distrikthauptstadt Nzega und 70 Kilometer nordöstlich der Regionshauptstadt Tabora. Bei der Volkszählung 2022 lebten 15.036 Menschen in 2238 Haushalten auf einer Fläche von 252 Quadratkilometern.

Der Bezirk grenzt im Nordosten und im Osten an den Distrikt Igunga und sonst an sechs Bezirke des Distrikts Nzega (DC):
| Utwigu    | Muhugi                                      | Nkinga |
| Nkiniziwa | Kompassrose, die auf Nachbargemeinden zeigt | Mwisi  |
| Puge      | Ndala                                       | Tongi  |

## Gliederung
Der Bezirk besteht aus fünf Gemeinden (swahili Mtaa) mit 25 Orten (Kitongoji):
| Mizibaziba - Igembensabo - Igumo - Ikulu Lya Walwa - Kabesa - Kitangili - Ukombozi | Kipungulu - Utenanti - Kisangilizi - Mkwajuni - Mwamabeshi - Mwamabiti | Luzuko - Luzuko A - Luzuko B - Busiya - Mwanungu - Mila | Ibushi - C.C.M. - Kachibijo - Ibushi Mashariki - Ibushi Magharibi - Ibushi Kaskazini | Mihama - Mihama A - Mihama B - Mihama Dam - Kiloleni |

## Infrastruktur
- Bildung: Die Mizibaziba Secondary School ist eine staatliche weiterführende Schule, die Tagesschüler bis zur 4. Stufe ausbildet.[7]
- Gesundheit: Im Bezirk gibt es eine staatliche Apotheke.[8]